# Persons Of Asia
Persons Of Asia(パーソンズ・オブ・エイジア、P.O.A.)は、1994年に結成された日本のロックバンドである。

## 現メンバー
- NEO 川井健II ANNEX(川井健)：キーボード/ヴォーカル
- 中島ノリマー(中島則明)：ドラム/コーラス

## 特徴

### 音楽性
現在は2人体制でありベースラインは打ち込みを使用しているが、サウンド形態はギターレス&ツイン・ヴォーカル&オルガン・ロックを信条としている。
音楽性はポップスを基本にロック、プログレ、ジャズ、パンクなどなど様々な要素が入り交じり、川井曰く渋谷系プログレバンド。 

### 逸話・その他
Persons Of Asiaと言うバンド名は、中国をターゲットにしたロックバンドを意識してつけられたはずらしい。

## メンバーと担当楽器

### 第1期 1994年春
- NEO 川井健II ANNEX(川井健)：キーボード/ヴォーカル
- NATSU：ヴォーカル
- アータコージ(栗田コージ)：ギター
- 前川和人：ベース
- カボ：ドラム

### 第2期 1994年
- NEO 川井健II ANNEX(川井健)：キーボード/ヴォーカル
- 中島ノリマー(中島則明)：ドラム/コーラス
- NATSU：ヴォーカル
- アータコージ(栗田コージ)：ギター
- 前川和人：ベース

### 第3期 1995年
- NEO 川井健II ANNEX(川井健)：キーボード/ヴォーカル
- 中島ノリマー(中島則明)：ドラム/コーラス
- NATSU：ヴォーカル
- アータコージ(栗田コージ)：ギター
- ラリー小野田：ベース
- 番地たかし：テナー・サックス
- 高木：バリトン・サックス
- 中川くん：アルト・サックス
- ヤス：トロンボーン
- イチロー：トランペット
- をのまこと：ギター

### 第4期 1995年
- NEO 川井健II ANNEX(川井健)：キーボード/ヴォーカル
- 中島ノリマー(中島則明)：ドラム/コーラス
- 前川和人：ベース
- 石塚ベラ：ギター
- P-KO：ヴォーカル

### 第5期 1996年
- NEO 川井健II ANNEX(川井健)：キーボード/ヴォーカル
- 中島ノリマー(中島則明)：ドラム/コーラス
- P-KO：ヴォーカル
- アータコージ(栗田コージ)：ギター
- 前川和人：ベース

オムニバス「MONDO ROCK JUMBOLEE」のための3曲を録音。

### 第6期 1996年4月～1996年6月
- NEO 川井健II ANNEX(川井健)：キーボード/ヴォーカル
- 中島ノリマー(中島則明)：ドラム/コーラス
- P-KO：ヴォーカル
- アータコージ(栗田コージ)：ギター

+
- ホセ・メンドーサ(内田雄一郎)：：ベース

### 第7期 1996年7月～1997年8月
- NEO 川井健II ANNEX(川井健)：キーボード/ヴォーカル
- 中島ノリマー(中島則明)：ドラム/コーラス
- P-KO：ヴォーカル
- BARA：ベース

### 第8期 1997年10月～1997年12月
- NEO 川井健II ANNEX(川井健)：キーボード/ヴォーカル
- 中島ノリマー(中島則明)：ドラム/コーラス
- BARA：ベース

+
- ウラン(三宅愛)：ヴォーカル(ゲスト/12月3日のライブ)
- ERINN：ヴォーカル(ゲスト/12月10日のライブ)

### 第9期 1997年12月～1998年
- NEO 川井健II ANNEX(川井健)：キーボード/ヴォーカル
- 中島ノリマー(中島則明)：ドラム/コーラス
- BARA：ベース
- ERINN：ヴォーカル

ERINNが正式に加入。
1998年1月15日のライブは大雪のため川井不参加。中島がドラム/ヴォーカル/キーボードの口真似を担当した。

### 第10期 1999年
- NEO 川井健II ANNEX(川井健)：キーボード/ヴォーカル
- 中島ノリマー(中島則明)：ドラム/コーラス

+
- P-KO：ヴォーカル(ゲスト/ライブ)
- ホセ・メンドーサ(内田雄一郎)：ベース(ゲスト/ライブ)
- BARA：ベース(ゲスト/ライブ)

### 第11期 1999年11月～2000年
- NEO 川井健II ANNEX(川井健)：キーボード/ヴォーカル
- 中島ノリマー(中島則明)：ドラム/コーラス
- P-KO：ヴォーカル
- マラカリック・ダヅビゴ：ベース

P-KOが復帰。

### 第12期 2000年11月～2001年5月
- NEO 川井健II ANNEX(川井健)：キーボード/ヴォーカル
- 中島ノリマー(中島則明)：ドラム/コーラス
- マラカリック・ダヅビゴ：ベース

+
- ERINN：ヴォーカル(ゲスト/2000年8月12日のライブ)
- 藤井マーク：ベース(ゲスト/2000年8月12日のライブ)

2000年8月12日、2001年5月2日のライブはマラカリック・ダヅビゴ不参加。

### 第13期 2001年5月～
- NEO 川井健II ANNEX(川井健)：キーボード/ヴォーカル
- 中島ノリマー(中島則明)：ドラム/コーラス

+
- テクマ！：ヴォーカル(ゲスト/2003年8月23日のライブ、2010年5月のスタジオ・ライブ)
- ハル；ベース(ゲスト/2011年5月19日のライブ)

川井、中島の2人で活動を継続。ベースラインは打ち込みを使用。
オムニバス「ゼロストで行こう。」のための1曲を録音。
2010年5月のスタジオ・ライブで8曲を撮影。「P.O.A. STUDIO LIVE IN JAPAN 」として会場限定販売でDVD化。

## ディスコグラフィー

### 自主制作カセット
- 自由の歌 (1997年 第7期)

自由の歌/自由の歌(カラオケ)/ケマーソン、マエク＆ノリマー(シンセ・マイナスワン)
- プリント倶楽部 (1997年 第7期)

プリント倶楽部/プリント倶楽部(カラオケ用・リハ・スペシャル・ヴァージョン)
- Rock'n'親孝行 (1997年 第7期)

Rock'n'親孝行/Rock'n'親孝行(カラオケ)
- Give Me カルシウム (1997年 第7期)

Give Me カルシウム/Give Me カルシウム(カラオケ)

### オムニバス
- MONDO ROCK JUMBOLEE (1996年 “ケマーソン,マエク&ノリマー”、“Jaguar E type”、“テレビ万歳”で参加 第5期)
- ゼロストで行こう。 (2006年 “腰抜け野郎”で参加 第13期)

### 映像作品
- P.O.A. STUDIO LIVE IN JAPAN (2011年 第13期 会場限定販売)

#### オムニバス
- SOUND CIRCUS～サウンド・サーカス (1997年 “Give Me カルシウム”、“プリント倶楽部”、“ディスコティック・ドラゴン”で参加 第7期)